# سرپناه پناهنده

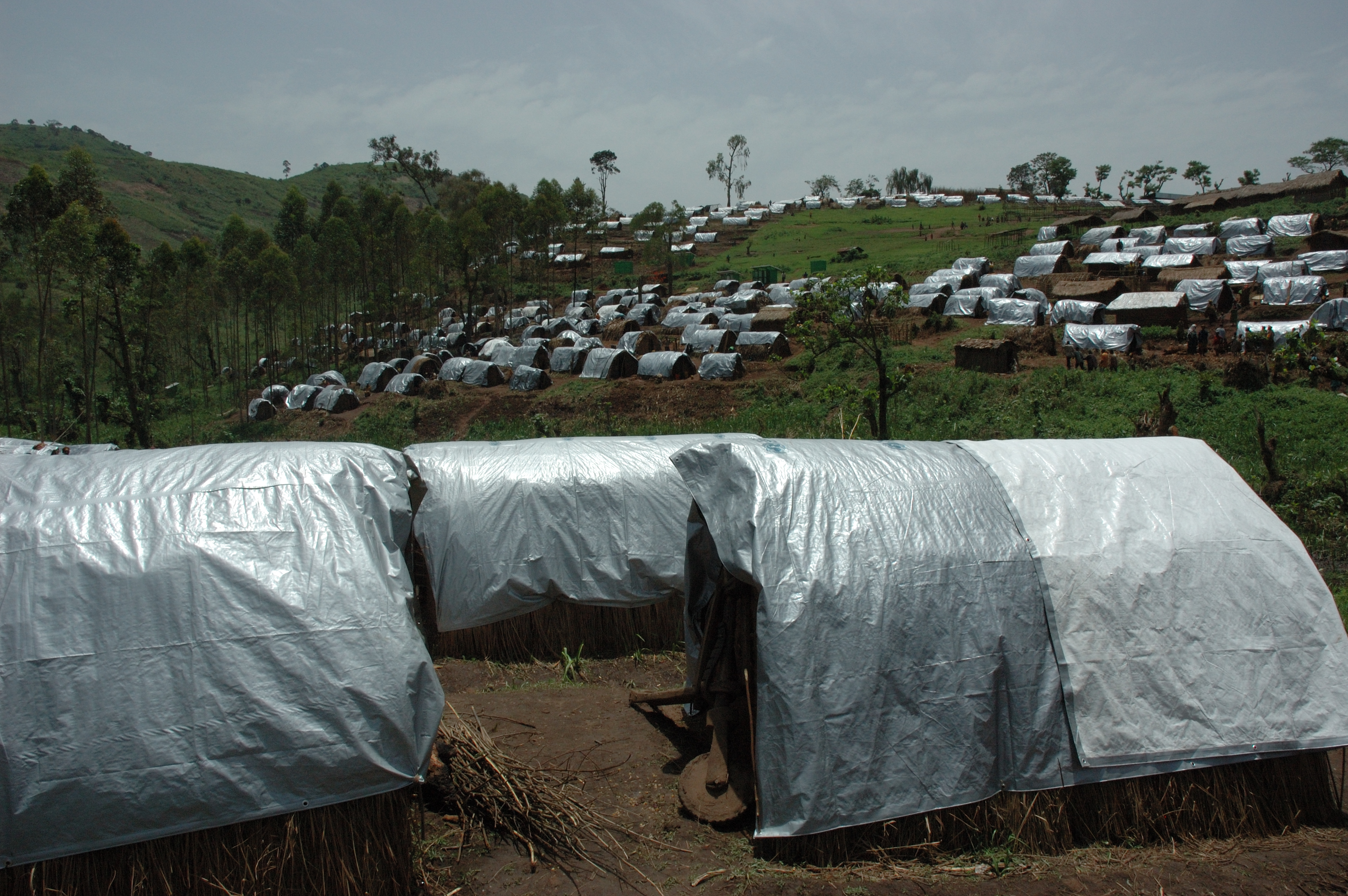
اردوگاه نیانزاله جمهوری دموکراتیک کنگو

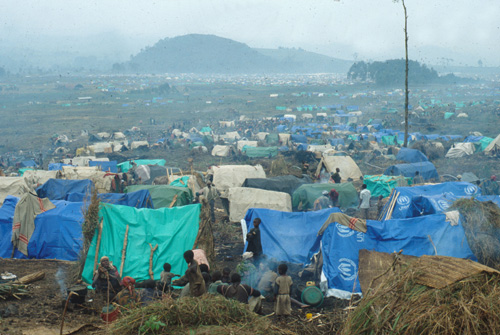
اردوگاه پناهندگان رواندا در شرق زئیر (جمهوری دموکراتیک کنگو)

سرپناه پناهنده (انگلیسی: Refugee shelter) جان‌پناهی است فوق‌العاده موقت مانند یک چادر تا پس از یک پروسه گذار به یک خانه دائمی یا شهرک سازی و استقرار کامل منجر شود و در برگیرنده پایه ای‌ترین نیازهای ضروری یک بنای موقت می‌باشد.

## وضعیت سرپناه
این سرپناه در پی وقوع منازعات داخلی یا فجایع طبیعی به صورت یک محل اقامت موقت برای قربانیانی که خانه‌های خود را از دست داده یا رها کرده‌اند، ایجاد می‌شود. پناهندگان و آوارگان داخلی افرادی هستند که از خانه یا کشور خود به دلیل بلایای طبیعی، جنگ و آزار و اذیت سیاسی یا مذهبی فرار کرده‌اند و در جستجوی پیدا کردن سرپناهی برای اسکان مجدد خود هستند. زندگی در این سرپناه‌های پناهندگان با شلوغی و سر و صدا همراه بوده، کثیف، مملو از بیماری است که هزاران خانواده تنگاتنگ زندگی روزمره‌شان را در آن می‌گذرانند.
پناهندگان و آوارگان داخلی اغلب می‌توانند در اردوگاه‌های پناهندگان یا اردوگاه‌های آوارگان و در این سرپناه‌ها برای بیش از یک دهه زندگی کنند. برای بهبودی در مرحله گذار اسکان موقت، وجود خانه‌های پیش‌ساخته و استفاده از برنامه‌های مقابله با بلایای طبیعی یا مالک زمین شدن نقش مهمی در توسعه وضعیت موقت دارد.

## شرایط زندگی
بلایای طبیعی، به ویژه فجایع طبیعی، اغلب نیازمند یک پاسخ سریع بشردوستانه هستند. در این شرایط کمک‌های اضطراری بشردوستانه بایستی متمرکز پاسخ دادن به این نیاز فوری برای رساندن خدمات اساسی، درمان و تجهیزات پزشکی، غذا و سرپناه موقت باید باشد؛ این حرکت بایستی با یک تلاش بالبداهه و اضطراری همراه باشد.

## اهداف
پس از بلایای طبیعی، از آنجایی که مردم بی سرپناه طی این مدت به لحاظ اجتماعی، اقتصادی و فیزیکی درهم شکسته‌اند، نیازبه حمایت و سرپناه فوری دارند. مسکن موقت محدودیت‌هایی را به زندگی تحمیل می‌کند و به آسانی فضاهای زندگی، خواب، اجتماع، همچنین طبخ غذا و بهداشت شخصی وارد حریم خصوصی می‌شود. مراحل پایه ای و هدف برنامه‌ریزی برای شرایط بعد از فاجعه زیست‌محیطی بایستی به‌طور عملی ایجاد یک وضعیت ایدئال از جمله اسکان موقت می‌باشد، تا شرایط حساس محیط زیست را به لحاظ روانی بهبود بخشد.